# 岑淳
岑淳（1934年—），男，广东南海人，生于上海，中国水电专家，曾任第七、八届全国政协委员。